# ウキゴケ
ウキゴケ(Riccia fluitans)は、浮遊性のコケ植物の1種。形が鹿の角に似ることから、カヅノゴケ、カズノゴケ（鹿角苔）あるいはカヅノウキゴケ（鹿角浮苔）と呼ばれることもある。また、アクアリウムで用いられる際には、属名のリシアで呼ばれる。
また従来、ウキゴケと呼ばれていた苔には、4種の近縁種が含まれていることがわかり、狭義のウキゴケ（R. fluitans）については、科名・属名と種名を区別する理由もあり、ウキウキゴケ（Riccia fluitans L.）という種名に改められた。

## 分布
世界各地の池や水田、水路などに生育する。水面下を浮遊するか、水田など湿った土壌の上に群生する。

## 形態

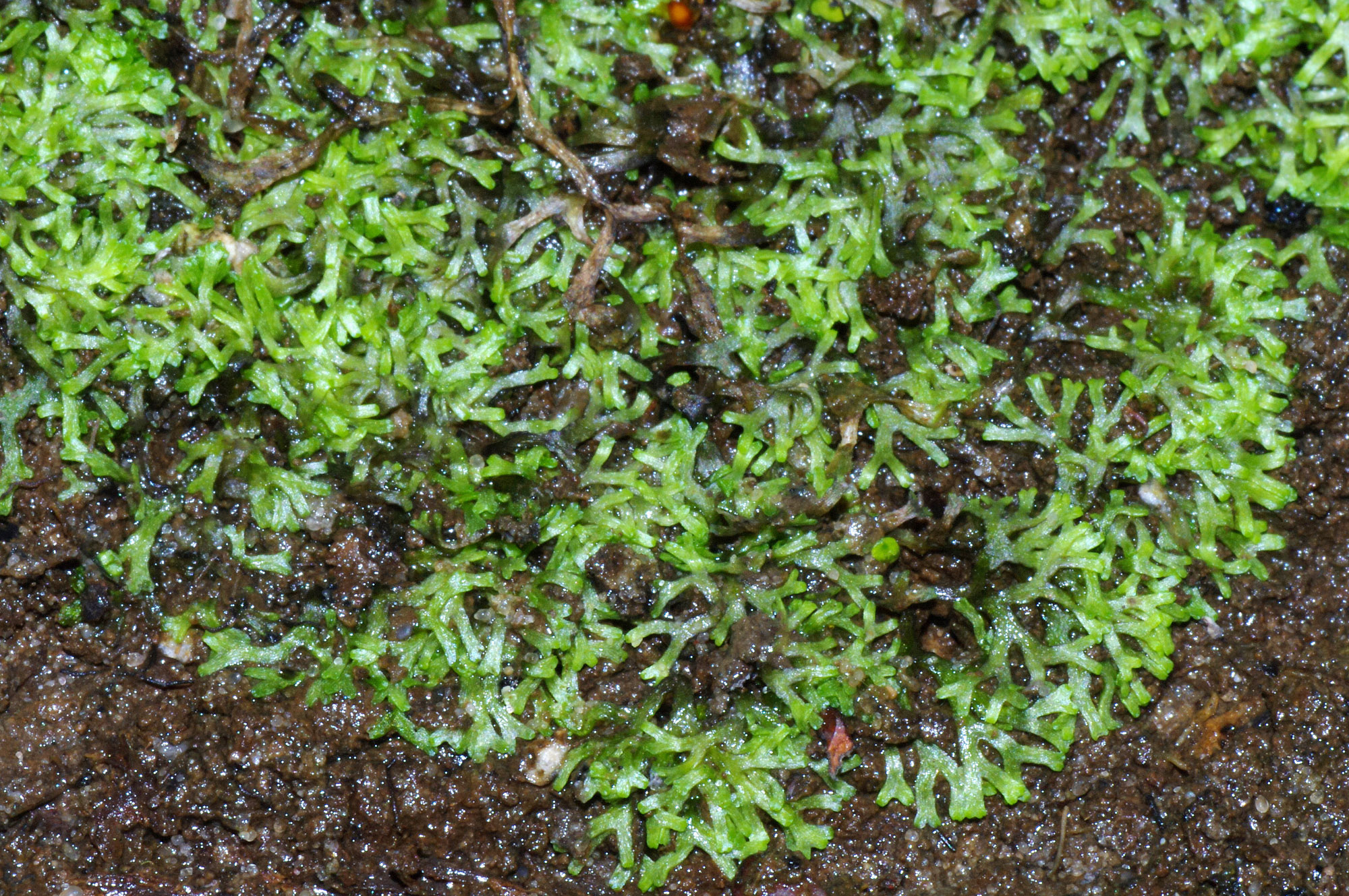
陸生形

葉状体は白緑色で非常に薄く、二又に分枝することが多い。胞子体は配偶体に埋没しており、胞子の色は茶色がかった黄色で、直径75 - 90 μm。
水中に生育するときは仮根を持たないが、陸上に生育するときにはまばらに仮根をつける。なお、水中に比べ陸上でのほうが葉状体が厚くなることがある。

## 利用
アクアリウムでは、属名であるリシアの名称で流通している。一般的に石や金網などに固定して沈水状態で生育させる。アクアリウムで同じように沈水状態で使用するウイローモスとは異なり、リシアには活着性がない。そのためテグス糸やリシア専用の固定糸のような水中で分解されない糸で固定する必要がある。浮遊性のリシアはアクアリウムでも、もともとは浮き草として流通していた。浮き草として栽培されていた時代には、際立った人気の水草ではなかった。リシアは水槽内に二酸化炭素を添加し沈水状態で栽培すると、光合成により美しい酸素の気泡をまとわり付ける。この栽培方法が考え出されたことで、アクアリウムでのリシアの評価が高まった。